# Groep Albrecht

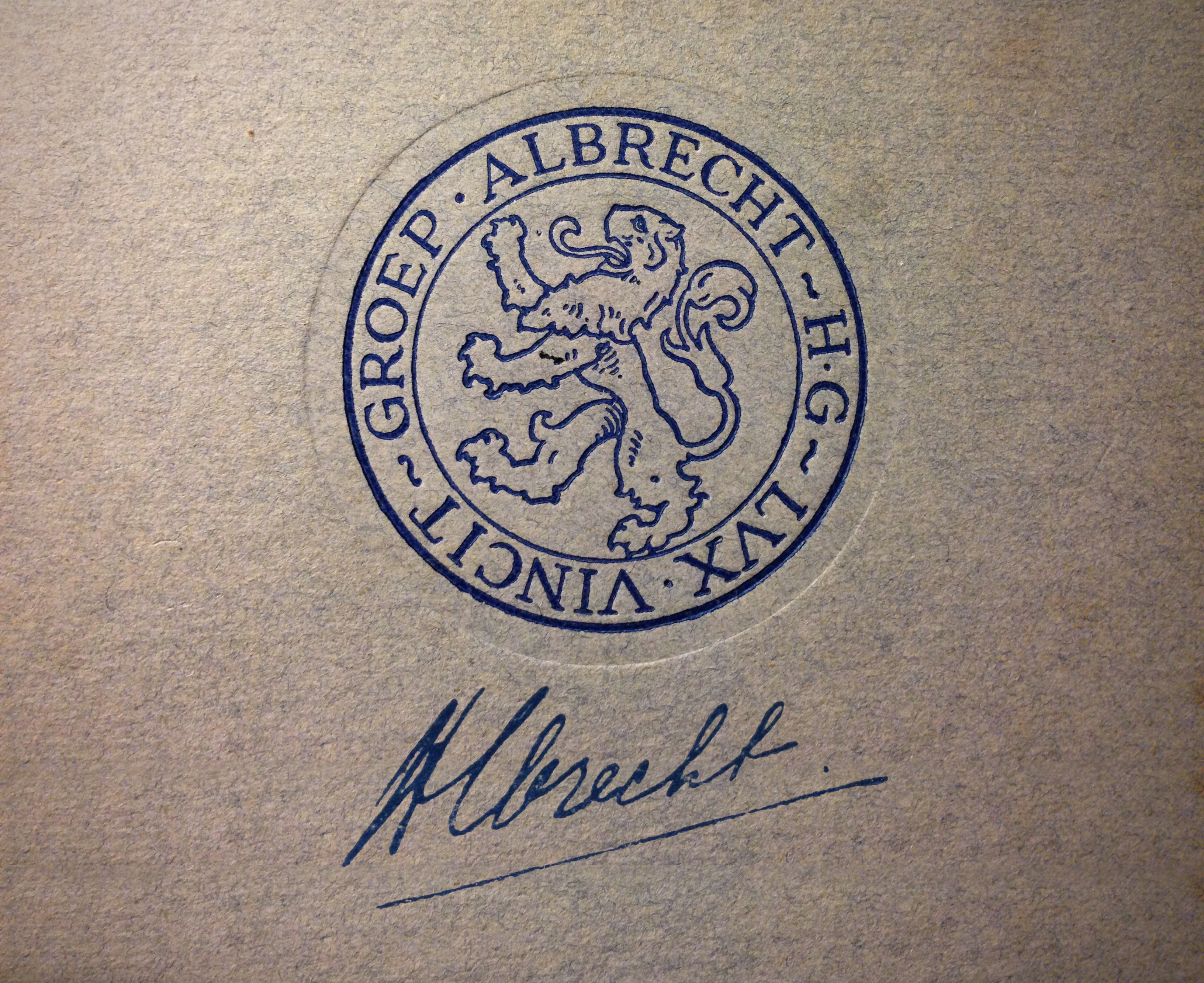
Logo van de Groep Albrecht

De Groep Albrecht was "de belangrijkste groep voor het verzamelen van militaire inlichtingen" die ten tijde van de Tweede Wereldoorlog in Nederland actief was.

## Ontstaan
De Groep Albrecht ontstond nadat Henk de Jonge op 11 maart 1943 onder de codenaam 'Albrecht' in het Drentse Hooghalen gedropt werd. Hij was als geheim agent naar het door de Duitsers bezette Nederland gezonden door het Nederlandse Bureau Inlichtingen in Londen. De Jonge had een tweeledige taak maar geen specifieke requirements (inlichtingen-behoeften). De tweeledige taak bestond uit:
- Contact zoeken met het in Den Haag opgezette Nationaal Comité van Verzet.
- Een groep opzetten voor het verzamelen van militaire en economische inlichtingen van belang voor de oorlogsvoering.

Daarnaast streefde De Jonge persoonlijk een (neven)invasie in het zuidelijk deel van Zuid-Holland na. Van het contact met het Nationaal Comité kwam weinig terecht, de nadruk kwam te liggen op het vergaren van inlichtingen.
Begonnen vanuit het niets wierf De Jonge in de beginfase voornamelijk personen uit zijn persoonlijke levenssfeer, die hij allen persoonlijk instrueerde. Zodoende waren de circa 20 personen waar de groep eind mei 1943 uit bestond grotendeels afkomstig uit de gereformeerde studentenvereniging Societas Studiosorum Reformatorum (SSR). Aanvankelijk gaf De Jonge persoonlijk leiding aan de groep en haalde meestal de rapporten zelf op maar al gauw ontstond er een behoefte aan een betere verdeling van de werkzaamheden en een uitbreiding van het werkgebied, wat tot dan toe binnen het gebied Scheveningen-Leiden-Utrecht-Den Haag-Willemstad-Den Briel-Scheveningen opereerde. Omstreeks mei 1943 werd besloten dat het beslissings-centrum in Den Haag moest zijn en werden er vier leidinggevenden aangesteld.
Ondanks de kleine bezetting verzamelde de groep een globaal overzicht van het Duitse militaire apparaat. Het verzamelde materiaal werd desalniettemin niet naar Engeland verzonden, deels door de gebrekkige kennis van de berichtenwegen, deels door de plannen van De Jonge om op korte termijn terug te keren naar Londen om te pleiten voor meer voorzieningen en steun voor 'zijn' invasieplannen. Nadat pogingen via Delfzijl en Scheveningen waren mislukt vertrok De Jonge op 19 oktober 1943 in het bezit van 650 negatieven met informatie met de bedoeling om via Frankrijk en Spanje Londen te bereiken. Bij de derde poging om de Frans-Spaanse grens over te steken werd hij op 8 november gearresteerd. Dit zou pas op 23 december bij de Groep Albrecht groep bekend worden. Ook de door hem als plaatsvervanger aangewezen Van Erkel werd in november gearresteerd en vele medewerkers raakten bekend bij de SD.

## Voortzetting
Door deze problemen ging de Groep Albrecht op zoek naar betere berichtwegen en ze vond die bij zowel Vrij Nederland als bij Philips-werknemer W.E.A. de Graaff, die toestemming van de Duitsers had om regelmatig naar Bern te reizen.
In 1944 groeide de Groep zowel in kwaliteit als in kwantiteit. Er werd nog driemaal gepoogd een oversteek te organiseren naar Engeland, maar die mislukten. Bij de derde poging werd Theo van Lier, die de leiding van de Groep had overgenomen, gearresteerd. Daarna kwam leiding, tot het eind van de oorlog, in handen van mr C. Brouwer. De kwaliteit groeide mede door de inzet van koeriersters, die snellere verbindingen verzorgden en de medewerkers veel werk uit handen namen. Er werd getracht het Duitse spoorwegtransport in kaart te brengen en vanuit Londen arriveerde een marconist voor de groep. Helaas was het toestel dat hij met zich meedroeg defect. Er werd in Brabant een illegaal telefoonnet opgezet dat later gekoppeld wordt met het net van de Provinciale Limburgse Elektriciteits-Maatschappij.
Eind augustus 1944 was een goed functionerend landelijk apparaat ontstaan dat de opmars van de geallieerde troepen van actuele inlichtingen kon voorzien. Alle Duitse telefoongesprekken die via Helmond liepen, werden afgeluisterd. Na Dolle Dinsdag werd het Bijzondere Apparaat (de aanduiding voor het illegale telefoonnet) belangrijker. Het functioneerde uitstekend en op 14 september was er contact met de Amerikanen in het bevrijde Maastricht.
De opmars van de geallieerden had allerhande gevolgen. Zo werd het westen van het land minder belangrijk wat verplaatsing van activiteiten naar Rheden en Veenendaal noodzakelijk maakte. Ook raakten de Albrecht-onderdelen in Midden- en Noord-Limburg geïsoleerd van het landelijk centrum. Verscheidene medewerkers werden in november 1944 gearresteerd maar desondanks slaagde men erin om in december van dat jaar weer een goed functionerend verbindingennet te onderhouden.
De Groep Albrecht heeft met het doorspelen van informatie over het Ardennenoffensief de geallieerden veel verrassingen bespaard. Enige tijd is sprake geweest van een verplaatsing van het werkgebied naar het westen van Duitsland. Dit plan werd echter verworpen na de aanval van Montgomery over de Rijn op 24 maart 1945. Het werk van de groep werd daarna sterk bemoeilijkt door de verscherping van de Duitse controles en de vele razzia's.
De Groep Albrecht is tot aan het einde van de oorlog actief geweest. De laatste maanden gingen de inlichtingen niet meer naar Bureau Inlichtingen in maar rechtstreeks naar de plaatselijk opererende geallieerde divisies. Er zijn zo'n 70 koninklijke onderscheidingen aan de medewerkers van de groep uitgereikt. Zeven daarvan waren de Militaire Willems-Orde, waarvan twee postuum.
Bij de Groep Albrecht waren onder anderen betrokken:
- Jan Pieter van Alten (1921-2015) verzamelde informatie in Duitsland.
- Hans Blankenberg (1920-1944) een door de S.D. vermoorde koerier
- Pieter Bouman (1924-1997), gedropt op 24 februari 1945, marconist
- Kees Brouwer MWO, opvolger van Van Lier, leider tot het einde van de oorlog.
- Herman van Doornen
- Ben van Dorst
- Bob de Geus
- Pieter Hogendoorn
- Henk de Jonge MWO, oprichter van de groep.
- Adriaan de Keizer
- Jan Kloos
- Diet Kloos-Barendregt
- Theo van Lier MWO, leider tot zijn arrestatie in 1944
- Johan Looijen
- Eli Millenaar
- Robbie Mooiweer
- Ab van 't Riet
- Wim Schut
- Arie Stam, later pelotonscommandant verzetsgroep "Paul"
- Auke Sybenga
- Wim van der Veen